# Telolopha uniformis
Telolopha uniformis là một loài bướm đêm trong họ Noctuidae.